# Дункан Смит, Иан
Сэр Джордж Иан Дункан Смит (англ. George Iain Duncan Smith, известен по инициалам IDS; род. 9 апреля 1954, Эдинбург) — британский политик, лидер Консервативной партии в 2001-03, министр по делам труда и пенсий.

## Биография
Родился в семье лётчика-аса (17 подтверждённых сбитых самолётов) и балерины. Окончил Королевскую военную академию в Сандхёрсте, служил в полку шотландских гвардейцев в Родезии и Северной Ирландии.
Участвовал в парламентских выборах 1987 года, но не был избран. На выборах 1992 года впервые избран в Палату общин от округа Chingford (с 1997 года — Chingford and Woodford Green).
В 1997 году впервые вошёл в теневое правительство, в 1999 году стал теневым министром обороны. После поражения консерваторов на парламентских выборах 2001 года Дункан Смит был избран лидером партии и стал, таким образом, главой официальной оппозиции. Дункан Смит представлял евроскептическое направление в партии. Его критики внутри партии подчёркивали присущий ему недостаток харизмы. Ещё одной причиной его досрочного ухода с поста лидера стал скандал, связанный с оплатой должности его жены Элизабет в качестве секретаря, хотя было установлено, что реально она не работала. 29 октября 2003 года большинством в 90 голосов против 75 ему был вынесен вотум недоверия в партии, а 6 ноября был избран новый лидер партии, Майкл Говард.
В мае 2010 года Дункан Смит занял пост министра по делам труда и пенсий.
В Палате общин Дункан Смит голосовал за вторжение в Ирак и за расследование его обстоятельств, за замену ракет Trident, за запрет курения в общественных местах, против дальнейшей интеграции Великобритании в Евросоюз, за выборную Палату лордов, против предоставления равных прав представителям сексуальных меньшинств.
Ушел в отставку из-за разногласий с Дэвидом Кэмероном по вопросам бюджетной политики.
В 2020 году Дункан Смит был посвящён в рыцари-бакалавры за политическую и общественную службу.